# Radioul lui Darwin
Radioul lui Darwin (1999) (titlu original Darwin's Radio) este un roman science fiction scris de Greg Bear. În anul 2000 a câștigat premiul Nebula pentru cel mai bun roman și premiul Endeavour. În același an a fost nominalizat la premiul Hugo, Locus și Campbell.
În 2003 a fost publicată continuarea Darwin's Children.

## Intriga
Romanul prezintă apariția unei noi forme de retrovirus, SHEVA. Acesta controlează evoluția omului dând naștere unei noi generații încă din burta mamei, ceea ce duce la speciație.
Romanul urmărește câteva personaje în paralel cu descoperirea "epidemiei" și cu reacția panicată a publicului și a guvernului Statelor Unite odată cu răspândirea bolii.
În genomul uman se află secvențe non-informaționale de ADN, numite introni. În Radioul lui Darwin, unele segmente ale acestor secvențe "fără sens", rămășițe ale retrovirusurilor preistorice, sunt activate. Activarea lui SHEVA și speciația bruscă rezultată se consideră a fi ori controlate de o complexă rețea genetică (care sesizează necesitatea unei modificări), ori o adaptare umană ca răspuns la suprapopulare. Boala, sau, mai degrabă, activarea genelor, trece de la bărbat la femeie. O femeie aflată în primul trimestru de sarcină care a contractat SHEVA va purta în pântece un fetus feminin deformat. "Fetusul din primul stadiu" va lăsa în urma sa un ovul fertilizat cu 52 de cromozomi, în locul celui caracteristic speciei Homo sapiens sapiens, care are 46.
În timpul celui de-al treilea trimestru al celui de-al doilea stadiu de sarcină, ambii părinți intră într-o perioadă de speciație care îi pregătește pentru nevoile noului copil. Pigmentarea facială se modifică sub pielea veche, care începe să arate ca o mască. Corzile vocale și glandele olfactive se sensibilizează pentru a se adapta unei noi forme de comunicare. Timp de mai bine de un an de la prima infectare cu SHEVA din Statele Unite, nu există înregistrări cu niciun fetus din al doilea stadiu care să se fi născut viu. Noua specie umană este foate sensibilă la diferitele forme de herpes și nu pot rămâne în viață dacă maa lor a fost vreodată infectată cu una dintre formele virusului (inclusiv Epstein-Barr sau varicela) - ceea ce elimină 95% din populația feminină. O seride de medicamente administrate la naștere se dovedesc, de asemenea, fatale. Prin urmare, deși multe femei contractează SHEVA activată, puține vor putea duce la capăt o sarcină viabilă, ceea ce face ca trecerea de la Homo sapiens sapiens la noua specie să se realizeze gradat.
Răspunsul internațional la amenințarea SHEVA este de a găsi un vaccin. Deoarece "boala" - numită "Gripa Irod" - se află deja în genomul fiecărei persoane de pe Pământ, singurele două opțiuni sunt sau de a inhiba activarea genei SHEVA prin descoperirea semnalului folosit, sau de a avorta fetusul din stadiul al doilea. Din cauza ratei rapide a mutației moleculei semnal, prevenirea activării genei se dovedește nefezabilă. A doua opțiune, avortul, este controversată și dă naștere unor revolte sociale care se suprapun peste isteria creată de răspândirea "bolii". Opinia publică crede că ori guvernul nu dă suficientă importanță morții numeroșilor fetuși, ori are deja un leac și refuză să-l facă public. În consecință, unitățile de cercetare guvernamentale sunt forțate să testeze aleator tratamente, fără a putea scoate SHEVA din categoria "bolilor" de teama unei reacții a maselor. Doar atunci când se nasc fetuși viabili din stadiul al doilea poate să se răspândească ideea că SHEVA reprezintă o parte a evoluției, nu o boală.

### Cuprins
- Partea I - Iarna lui Irod
- Partea a II-a - Primăvara lui Sheva
- Partea a III-a - Stella Nova

## Opinii critice
În anul 2000, romanul a câștigat premiul Nebula pentru cel mai bun roman și premiul Endeavour, fiind nominalizat la premiile Hugo, Locus și Campbell.
USA Today îl consideră „o capodoperă”, în vreme ce Kirkus Review vede în el „o carte acaparatoare și ingenioasă”. SF Review este de părere că deși „nu este capodopera lui Bear, Radioul lui Darwin reprezintă ceea ce trebuie să fie SF-ul de calitate: inteligent, o provocare mentală, o recompensă pentru cititor. Dar, pentru a deveni un thriller adevărat, ar fi trebuit să fie mai înspăimântător, mai plin de adrenalină.”. Într-o notă similară, SF Site apreciază că „dacă ar fi avut un final mai puternic, ar fi putut fi o carte dată naibii”.